# Ekbackeskolan
Ekbackeskolan är en gymnasieskola i Osby i norra Skåne, och den enda gymnasieskolan i Osby kommun.

## Historia
Skolan startade 1906 som Osbys samskola. 1912 påbörjade klasser för ett realgymnasium och tog då namnet Osby högre samskola. Efter att inte fått dimissionsrätt las gymnasiet ner och skolan fick 1915 namnet Osby realskola. 1917 öppnade man åter klasser i gymnasiet (latinlinjen) återgick namnet till Osby högre samskola. Efter att tre år utexaminerat studenter så förlorades dimissionsrätten åter 1923 och 1930 åter ta namnet Osby samskola.
1967 kommunaliserades skolan och hade därefter korrespondensstudier for gymnasiet. Skolan fick 1975 namnet Ekebackaskolan. Studentexamen gavs mellan åren 1920 och 1922 och realexamen från 1910 till 1971. 1993 blev skolan en reguljär kommunal gymnasieskola Från 1984 ingår Komvux i skolan och 1999 tillfördes ett naturbruksgymnasium från landstinget.
Skolans byggnad uppförde 1907, den norra delen 1913. Arkitekt var den då 16-åriga Ernst Newman. Denne blev senare präst, professor vid Åbo akademi och domprost i Lund. År 2000 utökades lokalerna med en nybyggd skolbyggnad .